# Museo Picasso de París
El Museo Picasso de París (en francés: Musée Picasso-Paris) está localizado en el denominado Hôtel Salé situado en la calle Thorigny de París, Francia. 
Contiene obras de Picasso de todas las épocas y de todas las técnicas, aunque es particularmente rica su colección de esculturas. Las obras fueron seleccionadas en 1979 entre las de propiedad de la familia Picasso como manera de pago del impuesto de sucesión al Estado francés y según una ley de 1968 que permitía pagar este impuesto en obras de arte en lugar de dinero (bajo la forma de dation o dación). A la muerte de su viuda Jacqueline Picasso en 1990 se produjo otra nueva dación. Con el tiempo, la colección se ha ido incrementando también con adquisiciones y donaciones.
Debido a unas largas obras de reforma ya en marcha en 2008-09, este museo cedió amplios grupos de obras para su exposición temporal en centros extranjeros, como el Museo Reina Sofía de Madrid. De este modo, se captaban fondos para el museo, se difundía su fama y se evitaba que obras tan importantes permanecieran almacenadas sin ser expuestas durante años.
En junio de 2009, y coincidiendo con una apertura parcial del museo, se produjo el robo de un cuaderno de bocetos de Picasso, valorado en 9 millones de euros.
El museo ya reformado se reabrió en octubre de 2014, con la presencia del presidente François Hollande. Se ponía así fin a una serie de polémicas por sobrecostos y retrasos en las obras así como por un cambio en la dirección del museo que fue cuestionado por familiares de Picasso. En 2016 asume la presidencia del museo Laurent Le Bon.

## Colección
La colección del museo está formada por 300 pinturas, 100 esculturas y cerámicas y más de 3.000 dibujos y grabados que cubren todas las épocas de Picasso: los periodos azul, rosa y cubista, los ballets rusos, su época neoclásica, su estilo picassiano y la colección personal del pintor, que incluía piezas de Paul Cézanne o Henri Rousseau. El museo posee 50 piezas de mobiliario diseñadas por Diego Giacometti para el Hôtel Salé y un jardín de esculturas con obras de los años 30 a los 50.